# Tinea capitis
La tinea capitis  o tigna è una infezione della cute causata da funghi patogeni detti dermatofiti.

## Epidemiologia
La tinea è diffusa in tutto il mondo, si manifesta principalmente nei bambini in età scolare, nei quali è frequentemente causa di piccole epidemie. Gli adulti sono meno suscettibili all'infezione, verosimilmente a causa della diversa composizione del sebo dell'adulto, che contiene una maggior quantità di acidi grassi saturi a lunga catena, dotati di proprietà fungistatica. La minore suscettibilità dell'adulto sembra anche correlata alla struttura stessa del capello, che è diversa da quella del soggetto prepubere.
La tinea capitis si trasmette sia per contagio diretto che attraverso oggetti contaminati (spazzole, cuscini, schienali); le spore dei dermatofiti infatti possono sopravvivere per moltissimo tempo all'interno dei peli parassitati dopo che questi sono caduti. La fonte più comune di infezione è l'uomo stesso, pertanto la promiscuità e la vita in collettività possono favorire la diffusione della tinea capitis.

## Eziologia
I dermatofiti responsabili della tinea capitis appartengono sostanzialmente a due generi: il Microsporum e il Trichophyton. A seconda della zona geografica prevale l'uno o l'altro tipo: in Italia le specie più frequenti appartengono al genere Microsporum (M. canis, M. gypseum, M. audouinii. Negli USA più comune è invece il Trichophyton (T. tonsurans). In Italia, la tinea provocata da Trichophyton è molto rara, ed è sostenuta in larga percentuale dal T. violaceum.

## Patogenesi
L'infezione del pelo è preceduta dall'invasione dello strato corneo dell'epidermide circostante il follicolo pilifero da parte del fungo. Dall'epidermide i dermatofiti si spingono all'interno del follicolo e attaccano il pelo. Le ife del genere Microsporum non penetrano mai la matrice, ma avvolgono la superficie del pelo con un aspetto a manicotto. Le ife del genere Trichophyton penetrano invece all'interno del pelo sostituendosi alla cheratina. In questo modo lo indeboliscono e lo rendono fragile fino a spezzarlo.
La resistenza dell'ospite all'infezione da dermatofiti coinvolge prevalentemente gli acidi grassi saturi del sebo, che costituiscono un fungicida naturale. Vi sono tuttavia anche meccanismi di immunità cellulo-mediata che spiegano anche il motivo per cui queste infezioni sono più frequenti nei soggetti che presentano un deficit di questo tipo di immunità.

## Manifestazioni cliniche
I dermatofiti del genere Microsporum sono responsabili della cosiddetta tinea microsporica, caratterizzata da chiazze ben delimitate a livello del cuoio capelluto, in cui i capelli si presentano opachi, pulverulenti e spezzati in genere a 2-3 mm dalla radice. La pelle si presenta desquamata e la reazione infiammatoria è in genere minima, anche se in alcuni casi possono comparire pustole o può manifestarsi il cosiddetto kerion celsi.
Le manifestazioni determinate dal Trichophyton (tinea tricofitica) sono in genere chiazze multiple, a contorni irregolari, con la presenza di pochi capelli sani mentre i peli parassitati sono spezzati alla base e appaiono come i punti neri della barba. La risposta infiammatoria è più intensa e talvolta può dare come esito una alopecia cicatriziale. La tinea sostenuta da T. schoenlenii può dare manifestazioni simili a un favo, che prendono il nome appunto di tinea favosa.

## Diagnosi
La tinea capitis può essere difficile da distinguere da altre malattie della pelle che causano desquamazione come la psoriasi e la dermatite seborroica; la base per la diagnosi è l'esame microscopico positivo e la coltura microbica dei capelli epilati. L'esame della lampada di Wood rivelerà la fluorescenza da verde brillante a giallo-verde dei peli infettati da M. canis, M. audouinii, M. rivalieri e M. ferrugineum e un colore verde opaco o blu-bianco dei peli infettati da T. schoenleinii. Gli individui con tricoscopia da infezione da M. canis mostreranno caratteristici piccoli punti e virgola. L'istopatologia della biopsia del cuoio capelluto mostra i funghi scarsamente distribuiti nello strato corneo e le ife che si estendono lungo il follicolo pilifero, posti sulla superficie del fusto del capello. Questi risultati sono occasionalmente associati alla reazione infiammatoria del tessuto nel tessuto locale.

## Terapia
Il trattamento scelto dai dermatologi è un farmaco orale sicuro ed economico, il griseofulvina, un metabolita secondario del fungo Penicillium griseofulvin. Questo composto è fungistatico (inibisce la crescita o la riproduzione dei funghi) e agisce sul sistema microtubulare dei funghi, interferendo con il fuso mitotico e i microtubuli citoplasmatici. Il dosaggio pediatrico raccomandato è di 10 mg/kg/die per 6-8 settimane, sebbene possa essere aumentato a 20 mg/kg/die per i soggetti infetti da T. tonsurans o per quelli che non rispondono alle 6 settimane iniziali di trattamento.
A differenza di altre infezioni fungine della pelle che possono essere trattate con terapie topiche come creme applicate direttamente sulla zona colpita, la griseofulvina deve essere assunta per via orale per essere efficace; ciò consente al farmaco di penetrare nel fusto del capello in cui vive il fungo. Il tasso di terapia efficace di questo trattamento è generalmente elevato, compreso tra l'88 e il 100%. Altri trattamenti antifungini orali per la tinea capitis riportati frequentemente anche in letteratura includono terbinafina, itraconazolo e fluconazolo; questi farmaci hanno il vantaggio di periodi di trattamento più brevi rispetto alla griseofulvina. Una metanalisi del 2016 di studi randomizzati e controllati ha scoperto che terbinafina, itraconazolo e fluconazolo erano ugualmente efficaci come la griseofulvina per i bambini con infezione da Trichophyton e terbinafina è più efficace della griseofulvina per i bambini con infezione da T. tonsurans. Tuttavia, sono state sollevate preoccupazioni sulla possibilità di effetti collaterali rari come tossicità epatica o interazioni con altri farmaci; inoltre, i nuovi trattamenti farmacologici tendono ad essere più costosi della griseofulvina.
Attualmente gli azoli antifungini rappresentano la classe di farmaci più utilizzati e più versatili per il trattamento della maggior parte di infezioni da funghi. Gli azoli antifungini sono inibitori della 14-alpha-demetilasi, un enzima fondamentale per la via di formazione dell'ergosterolo (costituente delle membrane dei funghi). Il trattamento antifungineo può includere l'utilizzo topico di creme o pomate e la somministrazione orale di compresse. In casi più gravi, si può fare ricorso a iniezioni endovenose di fluconazolo.